# Белая (Перемышльский район)
Бе́лая — деревня в Перемышльском районе Калужской области России. Входит в сельское поселение «Деревня Григоровское».

## География
Расположена на южном берегу реки Беленькая, в 19 километрах на северо-восток от районного центра — села Перемышль. Рядом деревни Морозовы Дворы и Крутые Верхи.

## Население
| 2002 | 2010 |
| ---- | ---- |
| 8    | ↗9   |

## История
Располагается на землях, принадлежащих а XVIII веке помещикам А. А. Хитровой, А. Е. Свистуновой и Д. М. Бунакову
В 1858 году деревня (вл.) Белая 1-го стана Перемышльского уезда, при колодце Белом, 13 дворах и 86 жителях, по Одоевскому тракту.
К 1914 году Белая — деревня Желовской волости Перемышльского уезда Калужской губернии. В 1913 году население — 82 человека.
В годы Великой Отечественной войны деревня была оккупирована войсками Нацистской Германии с начала октября по конец декабря 1941 года. Освобождена в ходе Калужской наступательной операции частями 50-й армии генерал-лейтенанта И. В. Болдина.